# エフェルスベルク電波望遠鏡
エフェルスベルク電波望遠鏡（Radio Telescope Effelsberg ）は、ドイツボン郊外に設置された、口径100mの電波望遠鏡である。マックス・プランク電波天文学研究所が運用を行っている。

## 概要
1965年に100m望遠鏡の建設計画がスタートし、1972年から観測に用いられている。観測可能な周波数は400MHzから96GHz（波長73cmから3mm）であり、単一の電波望遠鏡としても超長基線電波干渉法を用いた観測ネットワークの観測局としても使用できる。アメリカ国立電波天文台のグリーンバンク望遠鏡が完成するまで、世界最大の可動型電波望遠鏡であった。
口径100mの巨大なパラボラアンテナは仰角を変えるに伴って重力により変形するが、それに対応して副鏡の位置も移動して集光力を維持するというホモロガス変形法が初めて適用された電波望遠鏡である。この方法はその後の大口径電波望遠鏡に大きな影響を与え、国立天文台野辺山宇宙電波観測所の45m電波望遠鏡にも採用されている。

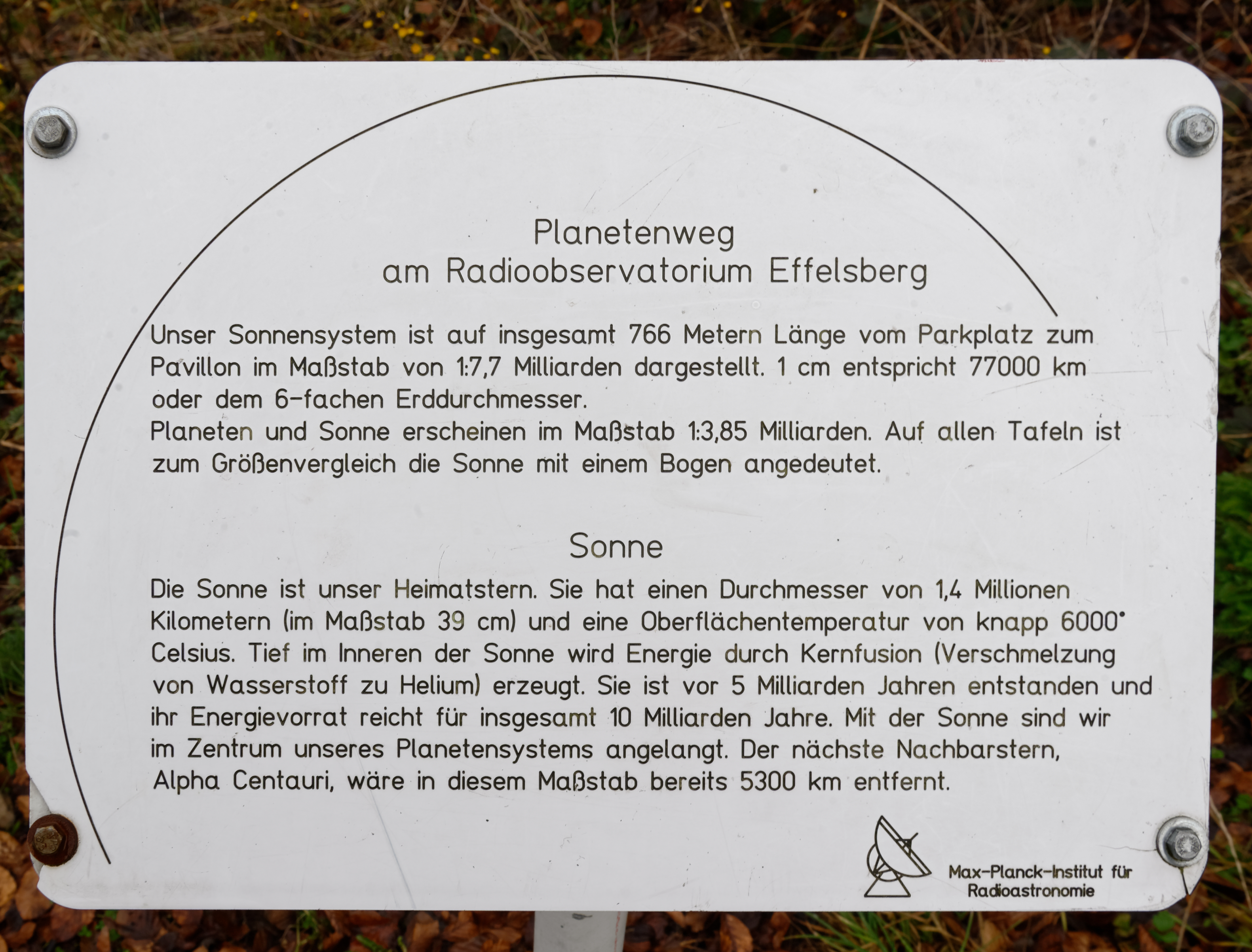
太陽
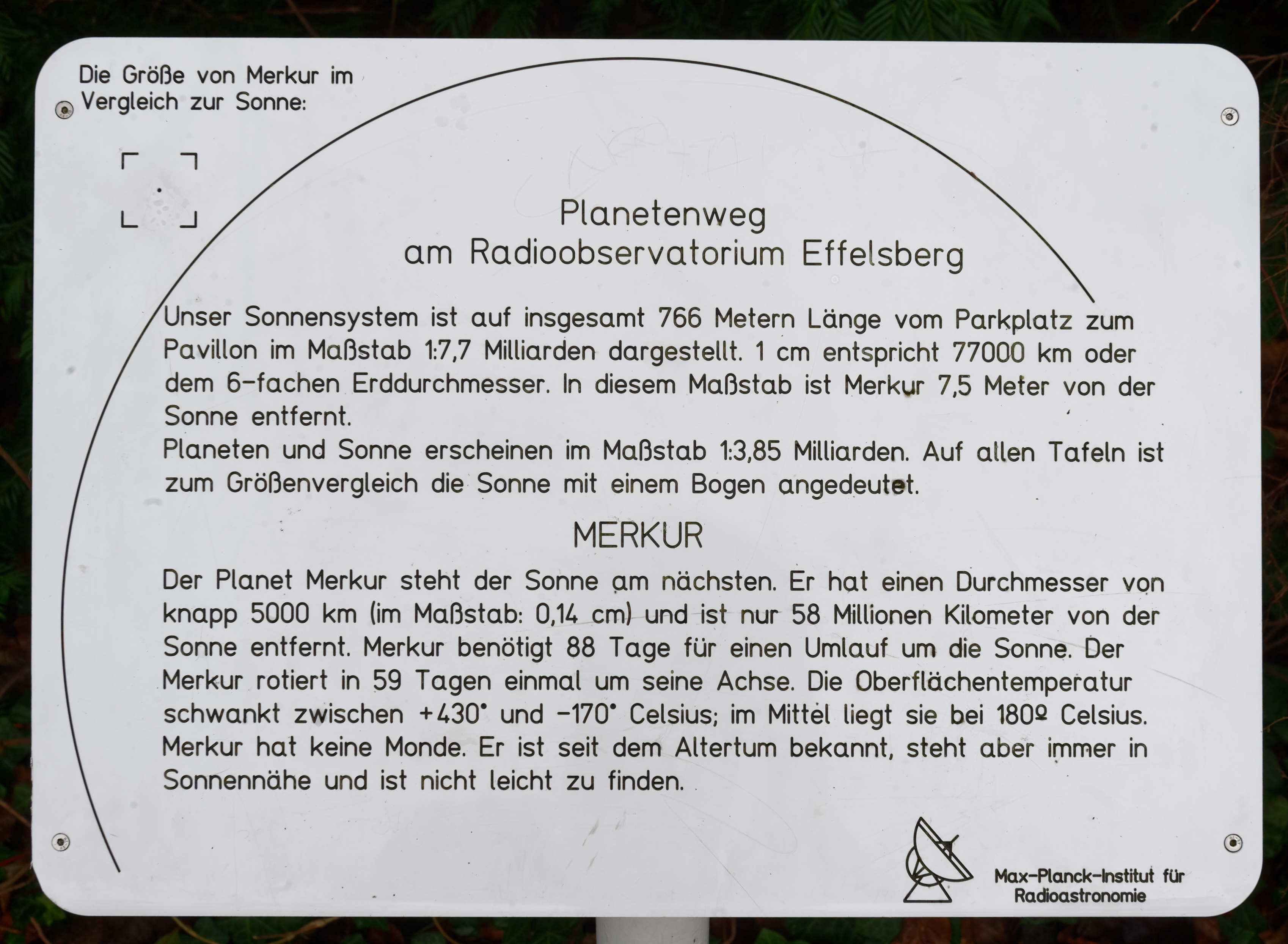
水星
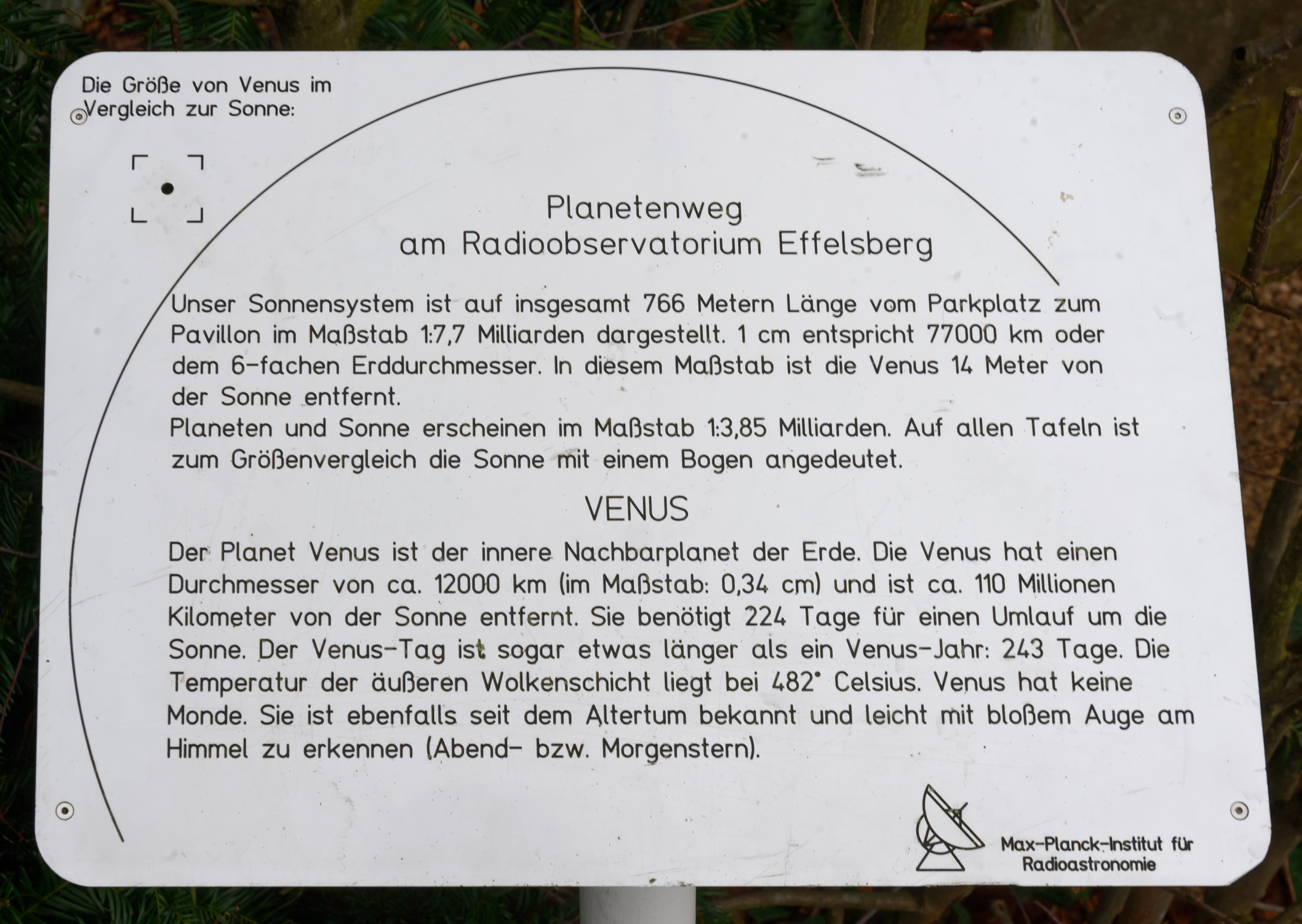
金星
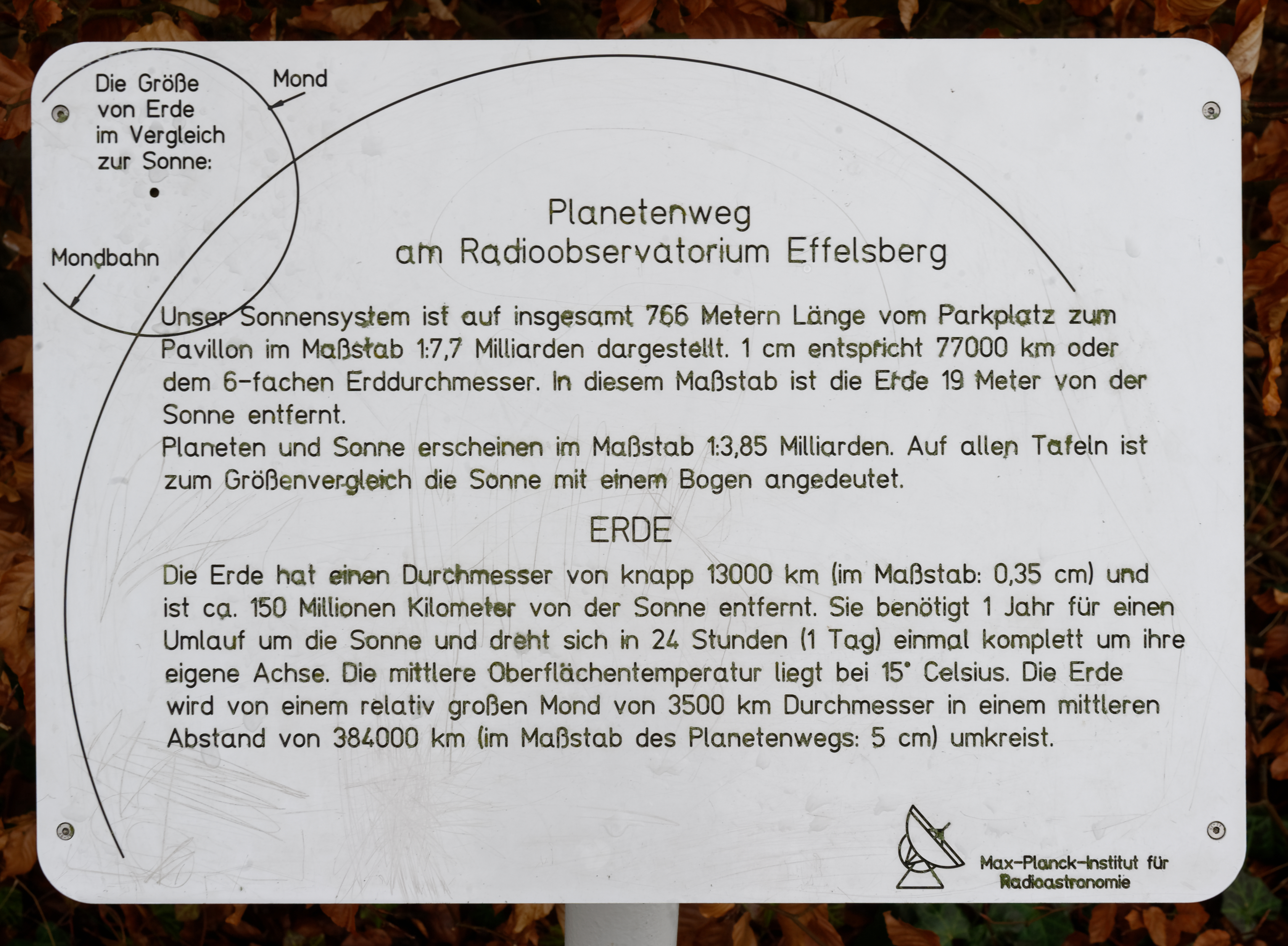
地球
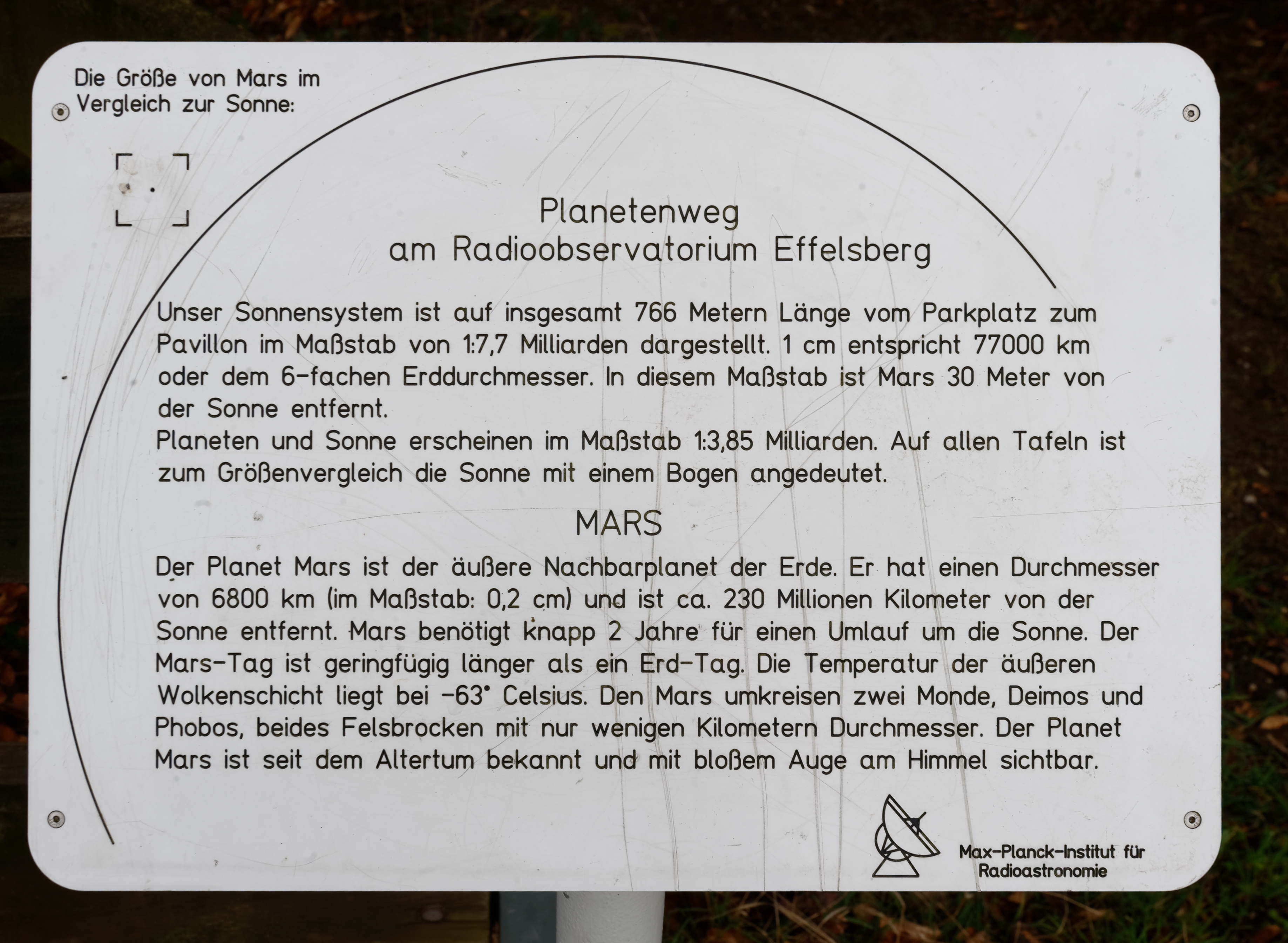
火星
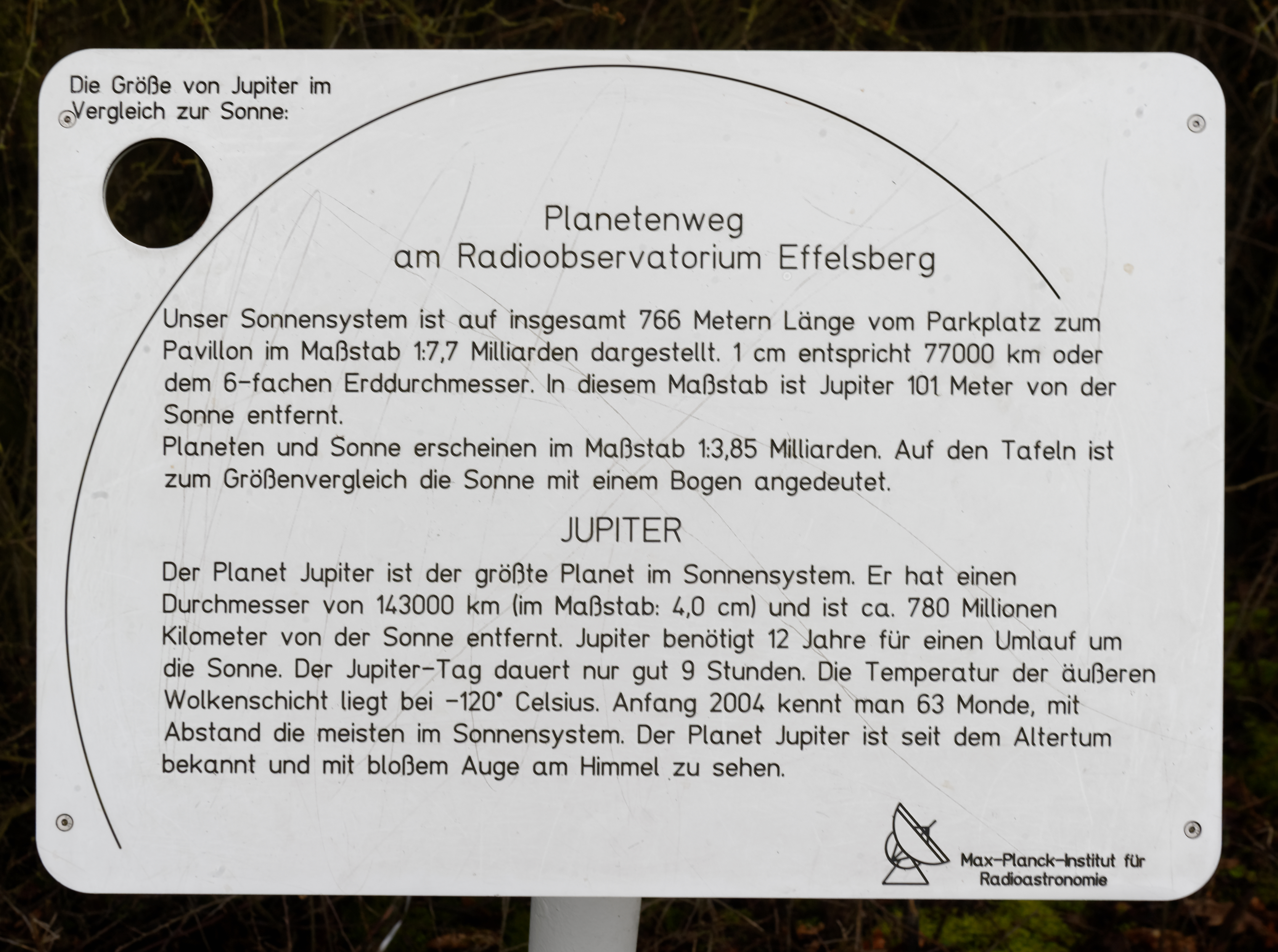
木星
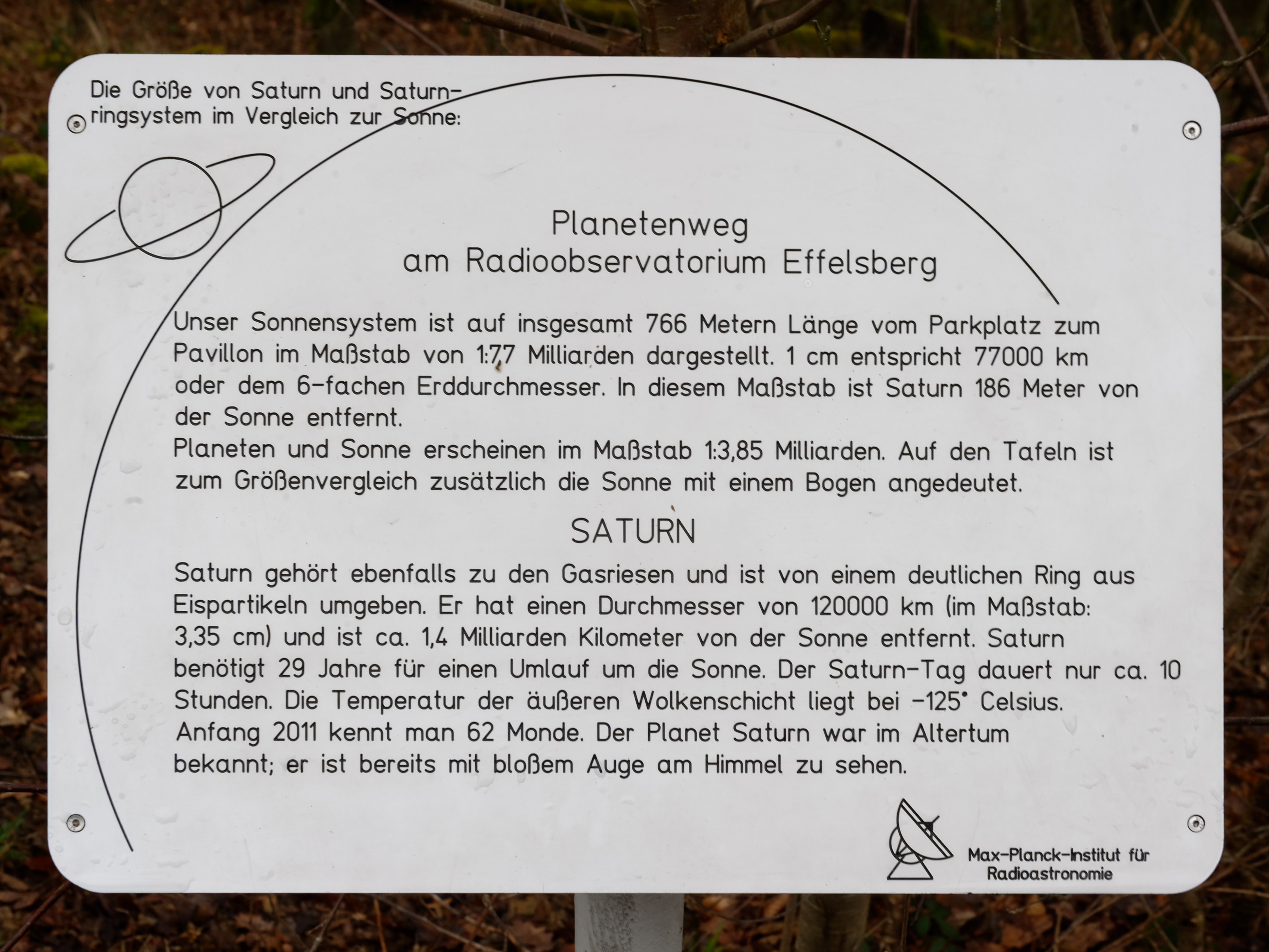
土星
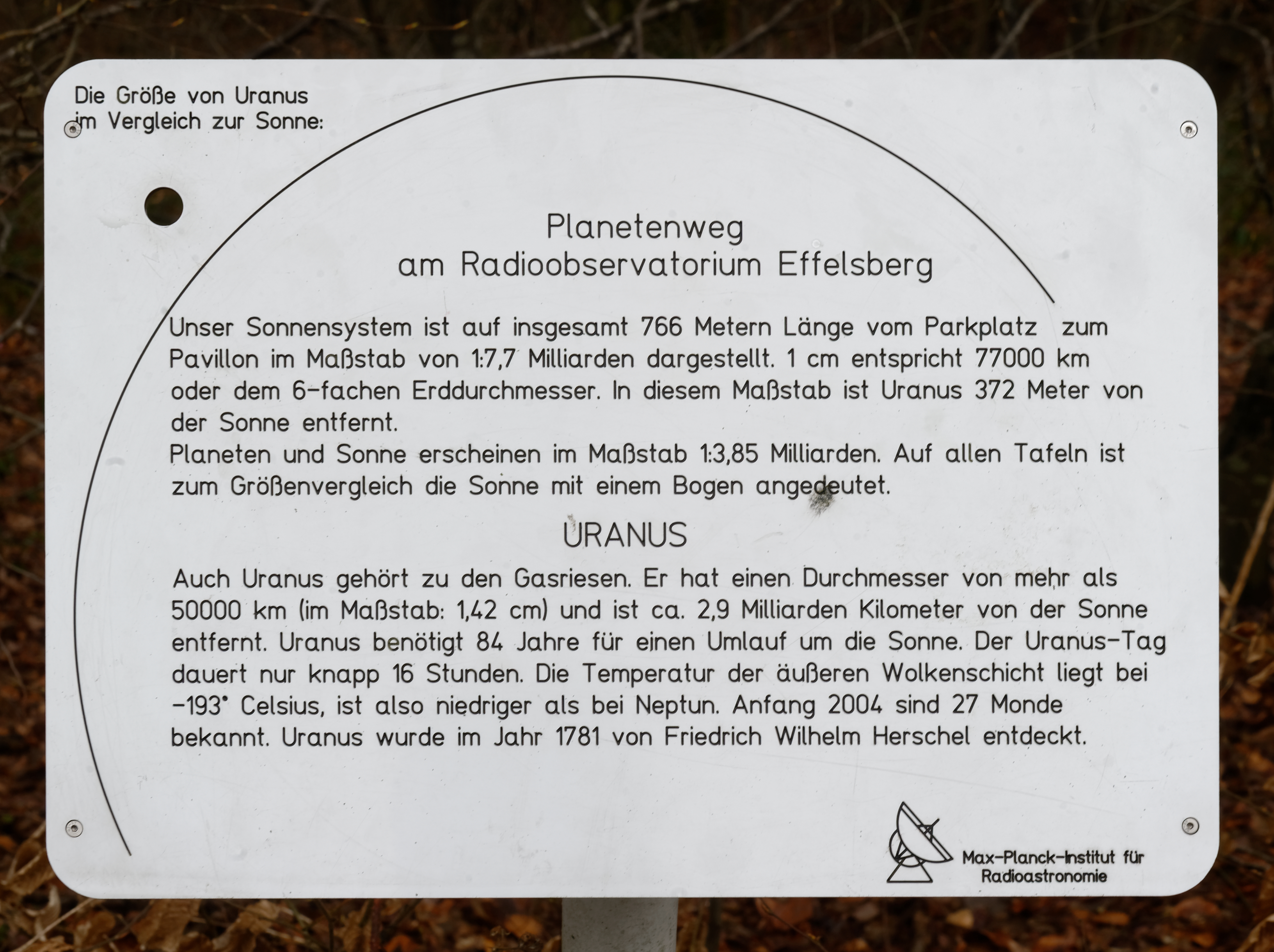
天王星
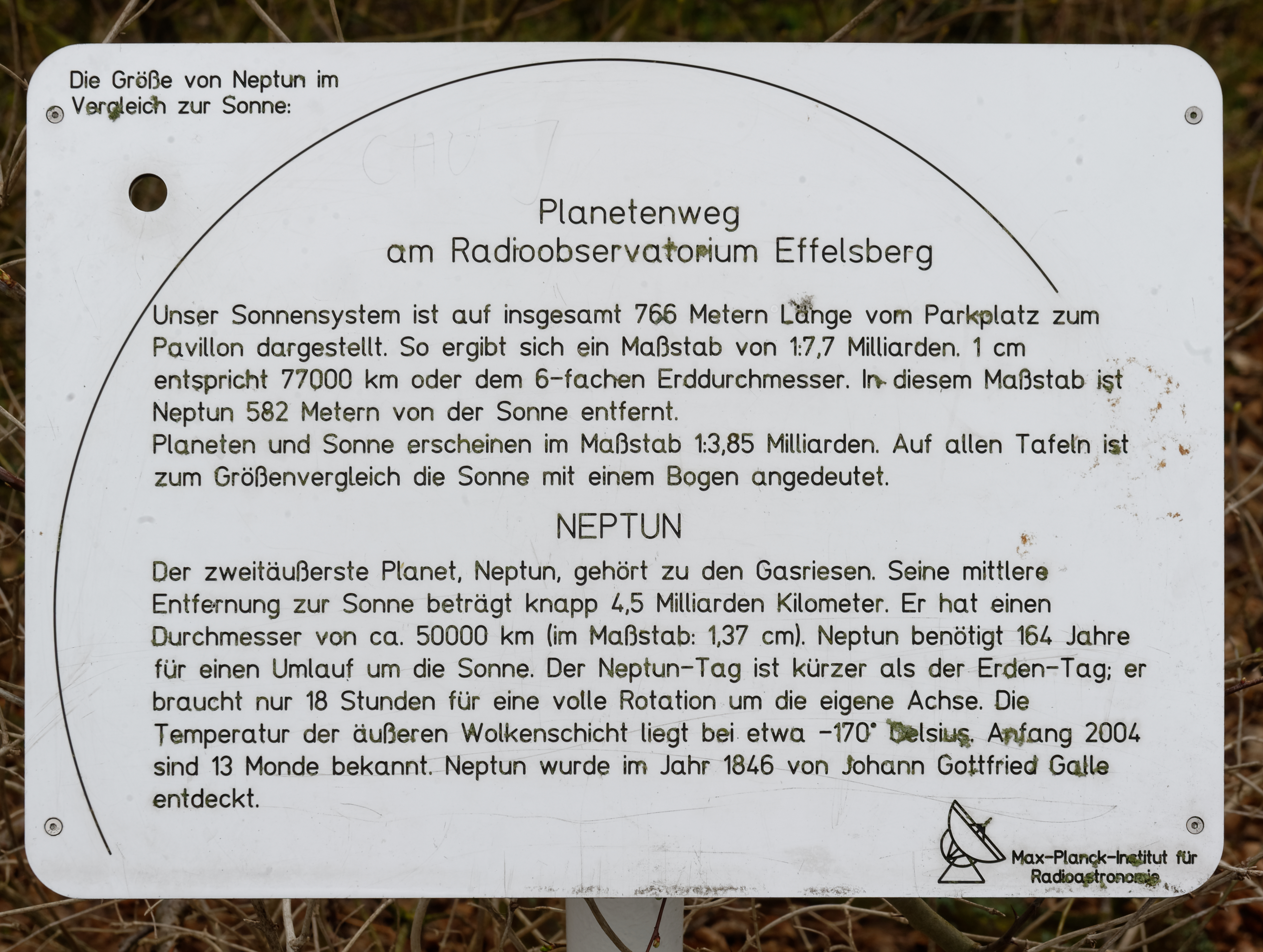
海王星
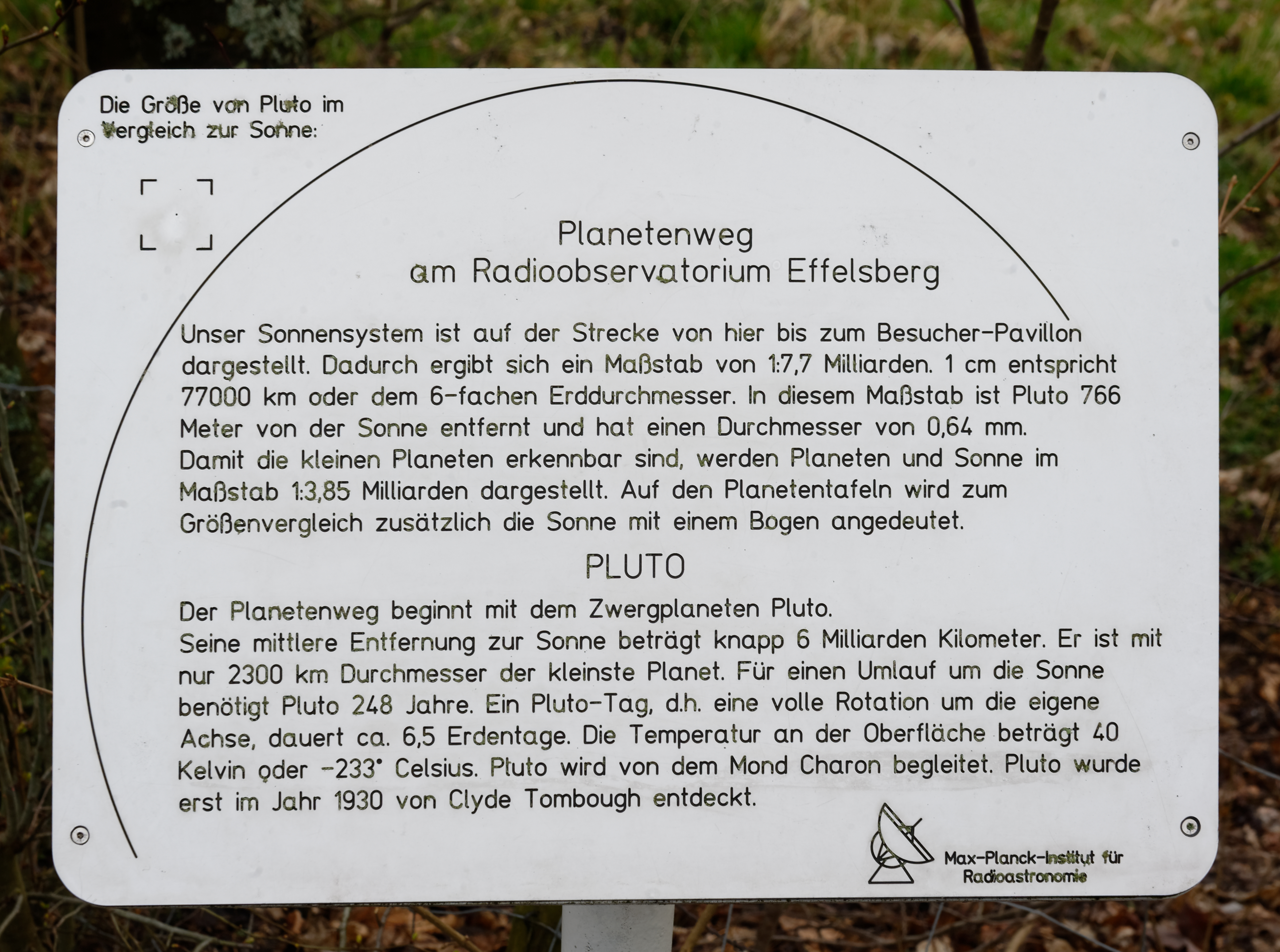
冥王星